# Эпизод с лесбийской свадьбой
«Эпизод с лесбийской свадьбой» (англ. The One with the Lesbian Wedding) — одиннадцатый эпизод второго сезона телевизионной комедии «Друзья». Впервые появился в эфире NBC 18 января 1996 года.
Бывшая жена Росса и её партнёрша решают пожениться, Монику просят приготовить праздничный обед. К Рэйчел приезжает мать и сообщает о разводе с её отцом. У Фиби умирает клиентка и она решает, что её дух теперь вселился в неё. Джоуи достаётся роль в популярной мыльной опере.
Данная серия является одной из первых и немногочисленных среди всех телешоу, освещающих однополые браки. Её трансляция вызвала много споров и наложение цензуры, однако, имела самым высокие рейтинги в телевизионной программе за неделю и привлекла 31,6 млн телезрителей. Эпизод занимает высокое 30 место среди всех 236-ти серий сериала.

## Сюжет
Кэрол и Сьюзан объявляют Россу о своих планах жениться и приглашают всех друзей на свадьбу. Росс очень огорчён.
В квартире Моники Джоуи рассказывает о своей новой роли в популярной мыльной опере «Дни нашей жизни» — он играет доктора Дрейка Рэморэ. Моника радостно сообщает, что поставщик Кэрол и Сюзан попал в аварию и они хотят, что бы Моника обслуживала их свадьбу. Росс же продолжает отнекиваться от приглашения на свадьбу. Начинается сериал с Джоуи, все прильнули к телевизору. Джоуи рассказывает об актерских уловках, например о том, что надо «принюхиваться», когда пытаешься вспомнить реплику.
Приходит растерянная Фиби: её пожилая клиентка — Роуз Эйделман, умерла на массажном столе прямо посреди сеанса. И теперь Фиби думает, что дух старушки вселился в неё.
Ребята сидят в кофейне, Рэйчел нервничает, так как должна приехать её мама. Фиби все больше погружается в роль миссис Эйделман: временами она даже говорит как 82-летняя женщина. Появляется мама Рэйчел — Сандра Грин, она всех тепло приветствует, однако игнорирует Росса. Сандра признается, что очень гордится Рэйчел, что та самостоятельно зарабатывает на жизнь и не зависит от мужчин, как когда-то она в юности.
В квартире Моники Рэйчел с матерью проводят время вместе, Сандра замечает как уродливый голый мужик играет на виолончели. Она восхищается жизнью Рэйчел и неожиданно сообщает, что собирается развестись с отцом. Рэйчел в шоке.
В кофейне друзья пытаются утешить Рэйчел. Заходит пожилой мужчина, его встречает Фиби — это муж миссис Эйделман. Фиби объясняет ему, что дух его жены вселился в Фиби и она чувствует, что у покойной были неоконченные дела. Она просит рассказать, что хотелось совершить его жене перед смертью. Мистер Эйделман говорит, что Роуз хотела «увидеть всё»...
Моника зашивается на кухне, а Рэйчел и Сандра рассматривают фотографии. Моника просит Рэйчел о помощи. Приходит Фиби и жалуется, что женщина до сих пор в ней, а ведь она водила её по всем достопримечательностям: МСИ, Рокфеллер-Центр, Статуя Свободы и прочее. Подвыпившая Сандра начинает задавать неловкие вопросы о марихуане и сексе, что выводит из себя Рэйчел.
У Моники остается 12 с половиной часов до свадьбы и она заставляет остальных друзей помогать ей на кухне. Приходит расстроенная Кэрол: её родители отказываются посещать свадьбу, и из-за этого она поссорилась со Сьюзан вплоть до того, что думает об отмене свадьбы. Неожиданно для себя Росс успокаивает Кэрол, говоря, что они делают эту свадьбу для себя и, если они любят друг друга, то им не должно ничего мешать.
На свадьбе Кэрол и Сьюзан много лесбиянок, что очень расстраивает Джоуи: он сравнивает себя с Суперменом без его сил, а Чендлер говорит, что вся его жизнь - это свадьба лесбиянок. Начинается церемония:  первым по проходу проезжает маленький Бен в сопровождении Моники, затем Сьюзан в сопровождении своих родителей. Кэрол к венцу ведет Росс. Священник начинает свою речь и «дух» покойной Роуз говорит «Теперь я видела всё!» и наконец «покидает» тело Фиби. На вечеринке Фиби и Сандра пользуются популярностью у местной публики. К Россу подходит Сьюзан, чтобы его поблагодарить и пригласить на танец.
В квартире Моники друзья обсуждают кто первый из них вступит в брак: Росс говорит, что уже был женат, Фиби тоже, а у Рэйчел была свадьба. Тогда Джоуи меняет вопрос — «Кто из нас последним вступит в брак?», все смотрят на Чендлера. Чендлер отвечает: «А Бен у нас на что?!» .

## В ролях

### Основной состав
- Дженнифер Энистон — Рэйчел Грин
- Кортни Кокс — Моника Геллер
- Лиза Кудроу — Фиби Буффе
- Мэтт Леблан — Джоуи Триббиани
- Мэттью Перри  — Чендлер Бинг
- Дэвид Швиммер — Росс Геллер

### Эпизодические роли
- Джейн Сиббетт — Кэрол Уиллик;
- Джессика Хект — Сьюзан Банч;
- Марло Томас — Сандра Грин;
- Лиа Делария — женщина на свадьбе;
- Фил Лидс — мистер Эйделмен;
- Кэндис Гингрич — священник.

## Приём
Эпизод был с самым высоким рейтингом в телевизионной программе на неделю: его просмотрело 31,6 млн зрителей.
В рейтинге Digital Spy среди всех 236-ти серий сериала этот эпизод занимает 30-е место.

### Награды
За работу в этом эпизоде Марло Томас была номинирована на премию «Эмми» за выдающуюся роль приглашённой звезды в комедийном сериале.

### Критика вещания однополых браков
Тема эпизода стала причиной отказа трансляции серии на двух каналах — KJAC-TV в Порт-Артуре, Техас, и WLIO в Лайме, Огайо. Тем не менее это решение не привлекло большого внимания прессы, отчасти из-за небольшого размера сетей. Группы геев и лесбиянок, в частности GLAAD, осудили цензуру эпизода.
Хотя этот эпизод «Друзей» был одним из первых изображающих однополые браки на американском телевидении, в действительности это был второй гей-брак в ситкомах. Вышедший несколькими неделями ранее эпизод «Розанны» показывал подготовку и свадьбу коллеги Розанны Леона и его партнёра Скотта.
«Нью-Йорк таймс» заявила: «Самая большая новость о свадьбе в «Друзьях» заключалась в том, что новостей почти не было».
Тем не менее, тот факт, что церемонию Кэрол и Сьюзан проводила Киндес Гингрич, ЛГБТ-активистка и сводная сестра консервативного спикера Палаты представителей Ньюта Гингрича привлек внимание средств массовой информации, поскольку подбор актеров воспринимался как протест оппозиционной партии против геев и партии «Контракт с Америкой». «Ассошиэйтед Пресс» упомянул в статье, что церемония не включала поцелуй новобрачных сводя к минимуму физический контакт.
Марта Кауффман говорила: «NBC ожидал тысячи и тысячи телефонных звонков и ненавистные письма по почте», но на самом деле получил всего четыре жалобы по телефону.